# Molí Koba-Errota
El Molí de Koba-Errota, també conegut per Ozollo Errota o Portu Errota, se situa en el marge esquerre de la Ria de Guernica, al barri d'Ozollo de Arteaga (Biscaia, Espanya). En l'actualitat és una edificació situada a la vora mateix de la ria, amb un enorme dipòsit darrere per retenir les aigües d'inundació i les aportades per un petit rierol, que baixa des Elejalde de Gautegiz. El 13 de maig de 1999 se'l va declarar Bé Cultural amb la categoria de Monument de béns d'interès cultural de la Comunitat Autònoma del País Basc.
L'edifici se situa sobre les mateixes antepara o comportes de sortida de l'aigua amb els seus elements metàl·lics de tancament i en el seu interior, en planta baixa, es conserva l'únic parell de pedres, dels tres originals amb què va comptar aquest molí de roda horitzontal, amb guardapols, tremuja i pescant. La resta de pedres de moldre i les turbines de pedra tallada també es conserven en el molí, fora de la seva ubicació original, ja que van ser desmuntades en els anys posteriors a la guerra civil espanyola.
Segons la documentació amb què compta la propietat, aquest molí es va construir el 1683 per ordre dels Senyors de la Casa Forta d'Arteaga en terrenys d'aquesta propietat, i es va establir una relació de lloguer amb els moliners, hi ha constància de les transmissions posteriors que ha tingut aquesta propietat. Se li va donar el nom de Koba-Errota a causa que es nodreix, juntament amb el flux de les marees, de l'aigua procedent d'una deu d'aigua dolça que sorgeix des Elejalde de Gautegiz a través d'una cova.
Els fonaments de l'edifici del molí estan realitzats amb maçoneria i serveixen de mur de contenció de les aigües de l'embassament, necessàries per al seu funcionament. El mur de contenció, que es perllonga en el seu estrep dret uns cinquanta metres, està construït de maçoneria protegida amb terra.

## Funcionament
La regulació d'altures de l'aigua dins de la presa es realitza mitjançant tres comportes situades sota el molí, que s'accionen des d'aquest, així com una quarta comporta que permet l'entrada de l'aigua de mar amb la pujada de la marea i que n'impedeix la sortida.
Al mur de maçoneria, estrep dret, es localitza una comporta que funciona com a sobreeixidor de l'embassament.
El funcionament del molí es produeix pel pas d'aigües embassades. Aquestes aigües procedeixen de dues fonts diferents que són:
- Aigües dolces procedents de la deu de Koba, que són canalitzades totalment i de manera artificial fins al molí.
- Aigües de mar, procedents de la marea, en les marees vives les aigües marines sobrepassen la cota de sortida de l'esmentat brollador, situat a la cua de l'embassament.

Amb aquesta aigua i mitjançant el degut accionament de les comportes s'arriba a aconseguir la màxima capacitat de l'embassament.
La longitud total del canal supera els 1.000 metres de longitud en el seu eix. La zona corresponent a l'embassament ocupa uns terrenys de maresmes, i el canal que uneix la deu de Koba amb l'edifici del molí va ser realitzat aprofitant les diverses entrades d'aigua entre les jonqueres i herbals, mitjançant les necessàries obres artificials que s'embassen i a la vegada canalitzen les aigües per a l'aprofitament i funcionament del molí.
Aquestes obres artificials van ser realitzades amb els mitjans rudimentaris disponibles en la seva època, executant un canal a força de caixers de terra. Aquests caixers estan més elevats que els terrenys confrontants, de manera que la presa sempre pugui emmagatzemar una quantitat fixa d'aigua independentment del nivell de la marea. Hi ha un sistema de desguassos dels terrenys superiors a la presa, que passen per sota d'aquesta, a força de tubs i comportes (originalment fets amb peces de fusta), que impedeixen l'accés de l'aigua marina en aquests terrenys.
Malgrat haver-se aprofitat els canals existents per realitzar la presa, existeixen uns desviaments clarament artificials sense els quals tant les aigües dolces com les salades es perdrien per la maresma. Dins de la cova de la font hi ha una canalització realitzada amb grans lloses de pedra que constitueix l'inici de la canalització de l'aigua de la presa fins al molí.

## Maquinària
La maquinària del molí correspon amb un molí de rodet horitzontal, i és formada per les següents peces:
- Roda de molí superior. És la roda de pedra que gira impulsada per l'eix al qual s'uneix mitjançant d'un enganxi situat al centre d'aquesta.
- Roda de molí inferior. És la roda de pedra que està fixa, tallada per la part superior amb canals per a l'evacuació de la farina.
- Eix, de fusta massissa i ferro forjat. Transmet la força motriu des de la turbina fins a la roda molar superior. El ferro s'introdueix en l'eix de fusta de forma longitudinal pel centre del mateix mitjançant pressió, estant subjecte per un cèrcol de ferro. A la part inferior de l'eix se situa la turbina que està suspesa sobre l'aigua a través de l'eix.
- Turbina. En aquest cas, és una pedra arenisca tallada d'una única peça, la seva funció és aprofitar la força hidràulica i transformar-la en motriu. El forat central el qual s'uneix amb l'eix és de forma quadrada és una unió es fixa mitjançant falques metàl·liques o de fusta.
- Fre. Cargol sense fi activat des de la planta superior del molí, la seva funció és variar la distància relativa entre les dues pedres del molí per canviar la qualitat de la molta, així com accelerar o frenar definitivament la turbina.
- Grua. Braç giratori de fusta amb ganxos metàl·lics que permeten desmuntar el molí, movent la pedra superior.
- Tremuja. Dipòsit per al gra que es pretén moldre.
- Dosificador. Proporciona els grans precisos per a l'adequat funcionament del molí.
- Braç del dosificador. Remou els grans que es troben en el dosificador perquè caiguin al molí, el qual és accionat pel gir de la pedra superior del molí, cosa que fa que el ritme de dosificació sigui l'adequat amb el ritme de gir.
- Tapa del molí. Formada per la tapa inferior, encaixada de manera fixa amb la pedra inferior i el guardapols superior, d'aquesta removible.
- Tamís. Tamisa la farina una vegada molta.
- Makila. Calaix de fusta en què es recull la quantitat de farina que equival al servei prestat pel moliner.

## Arquitectura
L'edifici del molí Koba-errota és una construcció humil d'estructura de fusta en pisos, que compta amb una coberta i murs de càrrega perimetrals. Està organitzat en dues plantes i soterrani (clavageuram i turbines). A la planta baixa és on es col·loca la maquinària del molí, que encara perdura. Antigament fins als anys quaranta, van existir altres dues rodes de molí situades a la mateixa estada que l'actual. En aquesta planta se situa la cuina original consistent en un foc baix, al fons d'aquesta estada comú se situava la quadra dels animals. La planta superior està destinada a habitacions d'habitatge.
Exteriorment s'ha afegit un pòrtic perimetral de fusta, que cobreix l'accés de l'edifici, igualment s'han construït uns farcits artificials al costat dels clavaguerams de manera que l'edifici ha guanyat un petit terreny respecte de la Ria, entre aquests farcits es ha construït una passarel·la de formigó adossada a l'edifici que es recolza sobre un pilar de formigó col·locat entre els arcs dels clavaguerams.

## Confiscació
Malgrat el seu alt valor històric, etnogràfic i patrimonial, declarat Monument pel Govern Basc, l'Estat Espanyol està confiscant el molí als seus legítims propietaris en una aplicació arbitrària i retroactiva de la Llei de Costes de 1988. La Constitució Espanyola prohibeix expressament l'article 9 l'aplicació arbitrària i retroactiva de les lleis. En el cas del molí Portu Errota s'està aplicant una retroactivitat de fins a 5 segles, demostrada amb la documentació, escriptures reals des de 1683 i registres de propietat des de mitjan segle xix. Els propietaris del molí han presentat una denúncia per l'aplicació arbitrària, retroactiva i confiscatòria de la Llei de Costes de 1988 contra l'Estat espanyol davant el Parlament Europeu.